# Кузьмичев, Геннадий Юрьевич
Геннадий Юрьевич Кузьмичев (род. 21 октября 1966, Тирасполь, Молдавская ССР, СССР) — государственный деятель Приднестровской Молдавской Республики. Начальник Государственной службы охраны Приднестровской Молдавской Республики с 30 декабря 2011 по 22 февраля 2012. Председатель Государственного таможенного комитета Приднестровской Молдавской Республики с 27 февраля 2012 по 20 ноября 2013 (врио 12 января — 27 февраля 2012). Министр внутренних дел Приднестровской Молдавской Республики с 20 ноября 2013 по 30 декабря 2015. Генерал-майор таможенной службы. Генерал-майор милиции.

## Биография
Родился 21 октября 1966 в городе Тирасполь Молдавской ССР (ныне столица непризнанной Приднестровской Молдавской Республики), в семье военнослужащего.

### Образование
В 1987 окончил командный факультет Харьковского высшего военного училища тыла МВД СССР.
В 1996 окончил юридический факультет Приднестровского государственного университета имени Т. Г. Шевченко. 
В 1996 стал слушателем Первого факультета Академии управления МВД России, окончил с отличием в 1999.

### Трудовая деятельность
С 1987 по 1992 проходил службу в подразделениях специального назначения внутренних войск МВД СССР на должностях командира взвода, роты. Принимал участие в боевых действиях в горячих точках бывшего СССР по защите суверенитета и территориальной целостности.
В 1987 и 1989 принимал участие в ликвидации последствий аварии на Чернобыльской АЭС.
С 1992 проходил службу на различных должностях оперативного состава подразделений МВД Приднестровской Молдавской Республики. Прошёл путь от оперуполномоченного до исполняющего обязанности заместителя начальника Управления налоговой милиции по оперативной работе Министерства внутренних дел Приднестровской Молдавской Республики.
С 2000 по 2005 — депутат Тираспольского городского Совета народных депутатов.
С 2003 по 2009 проходил службу в Тираспольском юридическом институте имени М. И. Кутузова МВД Приднестровской Молдавской Республики на должностях преподавателя, старшего преподавателя, доцента, начальника кафедры оперативно-розыскной деятельности.
С 8 апреля по 12 ноября 2009 — начальник оперативно-аналитического отдела Управления уголовного розыска МВД Приднестровской Молдавской Республики.
С 12 ноября 2009 по 30 декабря 2011 — начальник Бюро по борьбе с незаконным оборотом наркотиков Управления уголовного розыска МВД Приднестровской Молдавской Республики.
C 30 декабря 2011 по 22 февраля 2012 — начальник Государственной службы охраны Приднестровской Молдавской Республики.
С 12 января по 27 февраля 2012 — временно исполняющий обязанности председателя Государственного таможенного комитета Приднестровской Молдавской Республики.
С 27 февраля 2012 по 20 ноября 2013 —  председатель Государственного таможенного комитета Приднестровской Молдавской Республики.
С 20 ноября 2013 по 30 декабря 2015 — министр внутренних дел Приднестровской Молдавской Республики.

### Президентские выборы 2016 года
13 сентября 2016 Геннадий Кузьмичев сообщил о своем желании участвовать в выборах Президента 2016, а также подал в ЦИК ПМР заявление о самовыдвижении, однако регистрация была отменена. В результате графа с ним была вычеркнута из уже отпечатанных бюллетеней.

### Уголовное дело
В 2019 судом Приднестровской Молдавской Республики приговорён к 13 годам лишения свободы с конфискацией имущества и отбыванием наказания в колонии строго режима за контрабанду. Также лишён специальных званий и наград, и назначен штраф в размере около $1700.

## Награды
- Медаль «За боевые заслуги» (СССР)
- Медаль «За отвагу» (2015, Приднестровская Молдавская Республика)[15]